# Metal Massacre
Metal Massacre is een serie verzamelalbums, uitgebracht door Metal Blade Records. De serie is een van de bekendste binnen het metalgenre omdat diverse artiesten er bekendheid door hebben verworven, zoals Slayer, Metallica, Hellhammer, Overkill en Trouble.

## Geschiedenis
In 1981 besliste Brian Slagel, oprichter van Metal Blade Records, om compilaties uit te brengen van zogeheten underground metalbands. In de loop der jaren is de serie steeds verder uitgebreid, steeds weer met onbekende artiesten. Metal Massacre XIII, uit 2006, is het enige album in de serie dat afwijkt doordat er vooral reeds bekende artiesten op te horen zijn.
Het nieuwste album in de serie is in 2021 verschenen.

## Albums

### Metal Massacre(1982)
1. "Chains Around Heaven" - Black 'N' Blue (3:45)
2. "Live for the Whip" - Bitch (5:19)
3. "Captive of Light" - Malice (3:21)
4. "Octave" -instrumental - Avatar (3:48)
5. "Death of the Sun" - Cirith Ungol (3:56)
6. "Dead of the Night"- Demon Flight (2:35)
7. "Fighting Backwards" - Pandemonium (3:44)
8. "Kick You Down" - Malice (4:28)
9. "Hit the Lights" - Metallica (4:12)

### Metal Massacre II(1982)
1. "Lesson Well Learned" - Armored Saint (2:51)
2. "Mind Invader" - 3rd Stage Alert (3:51)
3. "Rivit Head" - Surgical Steel (3:03)
4. "Shadows of Steel" - Obsession (4:31)
5. "Scepters of Deceit" - Savage Grace (3:45)
6. "No Holds Barred" - Overkill (4:12)
7. "Lucifer's Hammer" - Warlord (3:18)
8. "Such a Shame" - Trauma (2:53)
9. "It's Alright" - Dietrich (3:26)
10. "Inversion" - Molten Leather (4:04)
11. "Kings" - Hyksos (6:11)
12. "Heavy Metal Virgin" - Aloha (3:01)

### Metal Massacre III(1983)
1. "Aggressive Perfector" - Slayer (3:29)
2. "Riding in Thunder" - Bitch (3:57)
3. "The Battle of Armageddon" - Tyrant (5:14)
4. "Piranahs" - Medusa (2:11)
5. "Bite the Knife" - Test Pattern (5:25)
6. "Blitzkrieg" - Black Widow (2:56)
7. "Mrs. Victoria" - Warlord (5:55)
8. "Let's Go All the Way" - Virgin Steele (3:12)
9. "Fire and Wind" - Sexist (3:00)
10. "Hell Bent" - Znowhite (1:49)
11. "The Kid" - Marauder (3:01)
12. "Fist and Chain" - La Mort (2:37)

### Metal Massacre IV(1983)
1. "The Alien" - Sacred Blade (3:39)
2. "Cross My Way" - Death Dealer (3:40)
3. "The Last Judgement" -Trouble (5:03)
4. "Taken by Force" - Sceptre (2:44)
5. "Speed Zone" - Zoetrope (2:41)
6. "Forbidden Evil" - War Cry (4:37)
7. "Screams from the Grave" - Abattoir (3:24)
8. "I Don't Want to Die" - Witchslayer (4:59)
9. "Rod of Iron" -Lizzy Borden (4:29)
10. "Fear No Evil" - August Redmoon (3:52)
11. "Destructer" - Thrust (4:13)
12. "Medieval" - Medieval (3:19)

### Metal Massacre V(1984)
1. "Torture Me" - Omen (3:26)
2. "Condemned to the Gallows" - Voivod (5:09)
3. "(Call on) The Attacker" - Attacker (3:35)
4. "Nightmare" - Future Tense (3:50)
5. "Death Rider" - Overkill (3:52)
6. "Soldier Boy" -Fates Warning (6:20)
7. "The Brave" - Metal Church (4:27)
8. "Destroyer" - Lethyl Synn (3:27)
9. "The Warrior" - Final Warning (3:49)
10. "Crucifixion" - Hellhammer (2:50)
11. "Marching Saphroyites" - Mace (4:07)

### Metal Massacre VI(1985)
1. "Swing of the Axe" -Possessed (3:50)
2. "XXX" - Nasty Savage (5:26)
3. "Executioner" - Steel Assassin (5:02)
4. "Tear Down the Walls" - Mayhem (5:44)
5. "Easy Way Out" - Hades (4:46)
6. "Metal Merchants" - Hallow's Eve (4:27)
7. "Bombs of Death" - Hirax (2:01)
8. "Fountain Keeper" - Pathfinder (3:52)
9. "Welcome to the Slaughterhouse" - Dark Angel (5:22)
10. "Concrete Cancer" - The Obsessed (3:16)
11. "En Masse (Stand or Die)" - Martyr (5:10)

### Metal Massacre VII(1986)
1. "Impulse" - Heretic (4:18)
2. "Sentinel Beast" - Sentinel Beast (5:20)
3. "I Live, You Die" - Flotsam & Jetsam (6:19)
4. "Rented Heat" - Krank (4:09)
5. "Backstabber" - Mad Man (2:53)
6. "Widow's Walk" - Detente (2:20)
7. "High 'n' Mighty" - Commander (4:16)
8. "In the Blood of Virgins" - Juggernaut (4:13)
9. "Reich of Torture" - Cryptic Slaughter (2:33)
10. "The Omen" - Have Mercy (4:18)
11. "The Awakening" - Titanic (4:42)
12. "Troubled Ways" - Lost Horizon (4:31)

### Metal Massacre VIII(1987)
1. "Ignorance" - Sacred Reich (3:50)
2. "Hellbound" - Viking (2:58)
3. "Keeper of the Flame" - Overlorde (4:07)
4. "Violence Is Golden" - Fatal Violence (4:58)
5. "Spare No Lives" - Tactics (2:43)
6. "Nothing Left" - Sanctum (4:26)
7. "Into the Darkness" - Gargoyle (3:44)
8. "Death Awaits You" - Ripper (5:43)
9. "Take 'Em Alive" - E.S.P. (3:53)

### Metal Massacre IX(1988)
1. "Intimate with Evil" - Wargod (4:46)
2. "Deadly Kiss" - L.S.N. (2:58)
3. "Bullets" - Cobalt Blue (3:34)
4. "We Want You" - Banshee (3:11)
5. "Old World Nights" - Oliver Magnum (5:37)
6. "Wasteland" - Toxik (5:09)
7. "Blood Under Heaven" - Dissenter (5:16)
8. "Needle Damage" - Chaos Horde (3:28)
9. "Dehumanize" - Faith or Fear (4:17)

### Metal Massacre X(1989)
1. "Sick or Sane?" - Bertayal
2. "Typhoid Mary" - Solitude
3. "Mirage of Blood" - Murdercar
4. "The Secret" - Confessor
5. "Egyptian Falcon" - Dan Collette
6. "Infected" - Nihilist
7. "Visions In Secret" - R.O.T
8. "Mercy" - Wench
9. "The Fourth Dimension" - Slaughter
10. "Stayed Up 4 Daze" - I.D.K

### Metal Massacre XI(1991)
1. "Mystic Force" - Shipwrecked with the Wicked
2. "Circle of Fools" - Epidemic
3. "Dementia by Design" - Forte
4. "Authority Lies" - My Victim
5. "Tormented Souls" - Havoc Mass
6. "The Dream Turns" - To Dread Divine Right
7. "The Great Escape" - Ministers of Anger
8. "Resurrected" - Dominance
9. "Sorcery of the Wicked" - Mortal Reign
10. "Eternal Call" - Nightcrawler
11. "Bad Habits" - Harum Scarum
12. "Consumed by Hate" - Chemkill
13. "Excuses" - Tyanor
14. "The Monkey Beat-Man" - Spudmonsters

### Metal Massacre XII(1995)
1. "Paingod" - Paingod (4:02)
2. "Sweething" - Crisis (3:45)
3. "Exhume Her" - Pist On (4:14)
4. "Godlessness" - Avernus (7:37)
5. "Det Glemte Riket" - Ancient (6:56)
6. "The Allknowing" - Level (5:12)
7. "Wolf" - Tipper Gore (3:55)
8. "Rain Dance" - Gunga Din (3:52)
9. "Cry to Heaven" - Divine Regale (3:58)
10. "#3" - Pervis (3:01)
11. "Anti [Coat Hanger Mix]" - And Christ Wept (4:03)
12. "The Wounded" - Amboog-A-Lard (4:52)
13. "Human Harvest" - Eulogy (4:57)
14. "Twodegreesbelow" -Overcast (4:48)
15. "Arizona Life" - Big Twin Din (3:13)

### Metal Massacre XIII(2006)
1. "Leaving All Behind" - Cellador
2. "Mlasma" - The Black Dahlia Murder
3. "Shadow of the Reaper" - Six Feet Under
4. "Swarm" - Torture Killer
5. "Vagrant Idol" - Demiricous
6. "Alien Angel" - 3
7. "The Killchain" - Bolt Thrower
8. "Dead Before I Stray" - Into the Moat
9. "Fixation On Plastics" - The Red Chord
10. "Sterling Black Icon" - Fragments of Unbecoming
11. "Bleed the Meek" - Paths of Possession
12. "From Your Grave" - The Absence
13. "Sigma Enigma" - God Dethroned
14. "The Pursuit of Vikings" - Amon Amarth
15. "Kiss Me Now Kill Me Later" - Machinemade God
16. "One with the Ocean" - The Ocean
17. "His Imperial Victory" - And the Hero Fails
18. "Cult" - Gaza
19. "Echo of Cries" - End It All

### Metal Massacre XIV(2016)
1. "The Traveller" – Metalian
2. "Until Then...Until the End" – Noctum
3. "Bell of Tarantia" – Gatekeeper
4. "The Demented Force" – Assassin's Blade
5. "Denim Attack" – Cobra
6. "The Siege of Jerusalem" – Stone Dagger
7. "Will of the Ancient Call" – Crypt Sermon
8. "The Ripper in Black" – Savage Master
9. "No Tomorrow" – Outcast
10. "Brothers" – Corsair
11. "Cold Cold Ground" – Walpyrgus
12. "Final Spell" – Visigoth
13. "Into Depths" – Ravencult

### Metal Massacre XV(2021)
1. "Masked and Deadly" – Midnight
2. "Demon Wind" – Poison Ruïn
3. "Master of Extremity" – Fuming Mouth
4. "The Trees Die Standing" – Many Suffer
5. "Leave the Light Behind" – Temple of Void
6. "撿骨 (Bone Ritual)" – Ripped to Shreds
7. "Omega" – Rude
8. "Starblind" – Midnight Dice
9. "Warrior Witch of Hel" – Smoulder
10. "In Somber Dreams" – Mother of Graves